# عبدالغفار غفوری
عبدالغفار غفوری (زاده ۱۵ سپتامبر ۱۹۳ در کابل) ورزشکار سابق دو و میدانی اهل افغانستان است که در بازی‌های المپیک تابستانی ۱۹۶۰ در ماده ۴ × ۱۰۰ متر مردان شرکت کرد.